# Woschodiaszczij (obwód orenburski)
Woschodiaszczij (ros. Восходящий) – osiedle w Rosji, w obwodzie orenburskim, w rejonie taszlińskim. W 2010 liczyło 320 mieszkańców.